# Georg von Kameke (général, 1817)
Ne doit pas être confondu avec Georg von Kameke (général, 1770).
Georg Arnold Carl von Kameke (né le 14 avril 1817 à Pasewalk et mort le 12 octobre 1893 à Berlin) est un général d'infanterie prussien et ministre de la guerre.

## Biographie

### Origine
Georg vient de l'ancienne famille noble de Poméranie von Kameke (de). Il est le fils du dernier lieutenant général Georg von Kameke (1770-1837) et de son épouse Henriette Luise Karoline, née Lehmann (1795-1878). Son frère Hermann (de) (1819–1889) entreprend également la carrière militaire et devient lui aussi général d'infanterie.

### Carrière militaire
Après le lycée de Stettin, Kameke entre le 1er janvier 1834 en tant que pionnier dans le 2e bataillon de pionniers de l'armée prussienne. Du 1er octobre 1834 au 30 septembre 1836, il est envoyé à l'École combinée d'artillerie et du génie à des fins de formation. Le 2 janvier 1835 transféré au bataillon des pionniers de la Garde. Avec son diplôme, Kameke est promu le 29 septembre 1836 sous-lieutenant puis est assigné à la 1re inspection du génie où il sert pendant près d'un an, puis retourne dans son unité d'origine. Afin d'approfondir ses connaissances, Kameke, dans les années suivantes, participe aux travaux de la forteresse de Posen et au service de fortification de Königsberg. Le 27 avril 1848 Kameke revient à la 1re inspection du génie comme second adjudant et est finalement devenu premier lieutenant (depuis le 1er juillet 1848) six mois plus tard en tant que premier adjudant.
Avec la promotion au grade de capitaine le 12 octobre 1850, il est transféré au Grand État-Major. Après six mois, Kameke est affecté à l'état-major général de 7e corps d'armée, où il reste près de cinq ans. En tant que major, il retourne ensuite à l'état-major et est envoyé jusqu'au 15 mars 1858 à l'ambassade de Vienne. Après un bref emploi dans l'état-major général du 1er corps d'armée, le 15 avril 1858, il est transféré au Département des affaires techniques du ministère de la Guerre. En septembre 1858, Kameke accompagne le prince Charles de Prusse lors d'une tournée d'inspection du contingent fédéral autrichien. Après que Kameke est devenu lieutenant-colonel le 31 mai 1859, il est nommé le 20 octobre 1859 commandant provisoire du bataillon du génie. Le 3 mai 1860, il est finalement nommé chef. En juin 1861, il est promu colonel et reçoit le commandement du 11e régiment de grenadiers ; en mars 1863, il est nommé chef d'état-major général du 8e corps d'armée. En 1865, il passe au grade de major général et devient peu après chef d'état-major du 2e corps d'armée.
Kameke participe à la guerre austro-prussienne en tant que chef d'état-major du 2e corps d'armée. En 1867, il est nommé chef de tout le corps du génie (de). En 1868, il est promu lieutenant général.
Pendant la guerre franco-prussienne, Kameke dirige le 14e division d'infanterie à la bataille de Forbach-Spicheren et fait également ses preuves à Borny-Colombey et Saint-Privat. Après la reddition de la forteresse de Metz, il s'empare de Thionville, de Montmédy et assiège Mézières. Avant même la chute de Mézières, il est appelé à Versailles le 23 décembre 1870 pour diriger le génie dans le siège de Paris. 
Après la capitulation française, il dirige, du 1er au 3 mars, les troupes allemandes (6e et 11e corps prussiens et 3e corps bavarois) admises à défiler dans Paris et à visiter le Louvre, les Tuileries et les Invalides ; cependant, le 2 mars, des incidents entre Allemands et Français et le début de l'agitation parisienne, signe avant-coureur de la Commune de Paris, amènent le général français Vinoy à demander l'interruption des visites. Les Allemands évacuent Paris le lendemain.
Pour ses services dans cette guerre, il reçoit une dotation de 100 000 thalers. Il utilise cette somme pour acheter les anciens domaines de la famille à Hohenfelde et Niederhof.
Le 18 février 1871, il est nommé chef du corps du génie et inspecteur général des forteresses.
Le 9 novembre 1873 Kameke succède à Roon comme ministre de la Guerre. Le 22 mars 1875, il est nommé général d'infanterie et chef du 77e régiment d'infanterie (de). Le 3 mars 1883, il démissionne de ses fonctions et se retire dans sa propriété de Hohenfelde près de Kolberg en Poméranie.
Kameke est un chevalier de l'Ordre de l'Aigle noir et de l'Ordre Pour le Mérite avec des feuilles de chêne Il est également chevalier de Justice de l'Ordre de Saint-Jean.

### Famille
Il se marie le 9 janvier 1862 avec Hélène Emilie Charlotte baronne von Oelsen (de) (1839-1907) de la maison de Vietnitz. Le couple a les enfants suivants:
- Hélène (1862–1945) mariée en 1881 avec Georg von der Marwitz (1856–1929), général prussien de cavalerie
- Ilse Anna Hedwig (1864–1886) mariée en 1883 avec Hermann von Tresckow (1849-1933), général prussien de cavalerie
- Victoria Adele Margarethe (1866-1919)
mariée en 1885 avec Hans Karl Nikolaus von Werder (de) (1850–1896)
mariée en 1898 avec Albert von Werder (de) (1852-1936), général prussien de cavalerie